# Ancylodactylus laikipiensis
Ancylodactylus laikipiensis — вид геконоподібних ящірок родини геконових (Gekkonidae). Ендемік Кенії. Описаний у 2022 році.

## Поширення і екологія
Ancylodactylus laikipiensis відомі з типової місцевості, розташованої на плато Лаікіпія, в ущелині Мукутані, на висоті 1775 м над рівнем моря.